# Meriwether Lewis

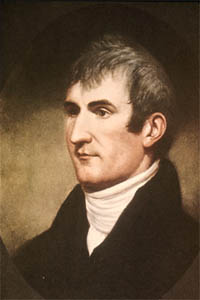
Meriwether Lewis

Signatur

Meriwether Lewis (* 18. August 1774 in Ivy, Colony of Virginia; † 11. Oktober 1809 in Tennessee) war ein amerikanischer Entdecker, Soldat und Verwaltungsbeamter. Er war maßgeblich an der Planung und Ausführung der Lewis-und-Clark-Expedition (Corps of Discovery, Entdeckungskorps) beteiligt.

## Leben
Lewis wurde in der Ortschaft Ivy im Albemarle County in Virginia geboren, als zweites Kind des Leutnants William Lewis und seiner Frau Lucy Meriwether Lewis. Als er zehn Jahre alt war, zog die wohlhabende Familie nach Georgia. Mit dreizehn wurde er wieder zurück nach Virginia geschickt, um von Privatlehrern unterrichtet zu werden.
In Virginia schloss er sich dem Militär an. 1794 war er Mitglied einer Abteilung, die ausgesandt wurde, die Whiskey-Rebellion niederzuschlagen. Im Jahr darauf ging er zur regulären Armee und diente eine Zeit lang unter seinem späteren Partner William Clark. Als Zahlmeister besuchte Lewis viele Forts an den Grenzen der damaligen USA. Er stieg zum Captain auf.
1801 wurde Lewis zum Privatsekretär von US-Präsident Thomas Jefferson ernannt und traf dadurch mit vielen Politikern und einflussreichen Personen zusammen. Er war sehr eng an der Planung und Vorbereitung der Forschungsexpedition zum Pazifik beteiligt. Jefferson schickte ihn nach Philadelphia, wo er in medizinischen Dingen, im Anfertigen von Landkarten, im Umgang mit dem Sextanten und anderen notwendigen Fertigkeiten geschult wurde.
Zwischen 1804 und 1806 führte er mit William Clark die Lewis-und-Clark-Expedition über unbekanntes Gebiet von St. Louis zum Pazifik und zurück. In seinen Tagebüchern und Berichten beschrieb Lewis die Geologie und Geographie sowie eine Vielzahl bis dahin den Europäern unbekannter Pflanzen, Tiere und Indianerstämme. Außerdem notierte er seine Einschätzungen für die Errichtung von Stützpunkten für Militär und Handel.
Nach der Rückkehr erhielt Lewis seine Belohnung für die Expedition: doppelten Sold (insgesamt 1.228 US-Dollar) und 1600 Morgen Land. Obwohl seine Talente nicht in der Politik lagen, wurde er zum Gouverneur des 1803 von den Franzosen erworbenen Louisiana-Territoriums mit Sitz in St. Louis ernannt.
In der Folgezeit bekam er Alkoholprobleme. Mehrere Versuche, eine Ehefrau zu finden, scheiterten. Auch seine freundschaftliche Beziehung zu Jefferson litt unter seiner Trunksucht. Er kümmerte sich nicht intensiv um die Veröffentlichung der Expeditionsberichte.
Auf dem Weg nach Washington, D.C. starb er in einer Taverne namens Grinder’s Stand, etwa 100 Kilometer südlich von Nashville, Tennessee, an Schussverletzungen in Kopf und Brust. Es ist nie geklärt worden, ob sein Tod durch Selbstmord eintrat, wie offiziell angenommen, oder durch Mord, wie von seiner Familie behauptet. Jedenfalls soll er kurz vor seinem Tode sehr depressiv gewesen sein und mehrfach versucht haben, sich im Mississippi River zu ertränken.
Die Pflanzengattung Lewisia aus der Familie Montiaceae, sehr beliebt in Steingärten, ist nach ihm benannt. Ebenso der Ort und Militärstützpunkt Fort Lewis im Bundesstaat Washington.